# Heinrich Truchsess von Diessenhofen
Heinrich Truchsess von Diessenhofen (* um 1300 in Diessenhofen; † 22./24. Dezember 1376 in Konstanz) war ein Kleriker und Chronist.

## Leben
Diessenhofen war Bruder von Konrad von Diessenhofen. Er studierte ab 1316 in Bologna und schloss dort mit dem Doktorentitel 1324 ab. Er absolvierte schließlich eine Karriere in der Kirche. Ab 1341 war er Domherr in Konstanz. 1344 war er Kandidat für die Nachfolge des Konstanzer Bischofs. Er war von 1373 bis 1374 Subkollektor des Papstes.
Seine Schriften haben in der modernen Geschichtsschreibung einen hohen Quellenwert.

## Werke
- Johann Friedrich Böhmer (Hrsg.): Fontes rerum Germanicarum. Geschichtsquellen Deutschlands. Band 4: Heinricus de Diessenhofen und andere Geschichtsquellen Deutschlands im späteren Mittelalter. Stuttgart 1868, S. 16–125. (online verfügbar)